# Ерженков, Сергей Борисович
Сергей Борисович Ерженков (род. 23 сентября 1986, Москва) — российский журналист и режиссёр документального кино. Известен сотрудничеством с радио- и телеведущей Ксенией Собчак и крупными изданиями, такими как Meduza, «Дождь» и другими.

## Биография
С 2012 года работал в программе НТВ «Профессия — репортёр» и телепередаче «Неделя» с Марианной Максимовской. Два года спустя, в 2014 году устроился корреспондентом «Дождя».
В ноябре 2016 года Сергей Ерженков и Василий Полонский в Донецке записывали интервью с бывшим секретарём Совета безопасности ДНР Александром Ходаковским. Перед тем как 25 ноября журналисты перестали выходить на связь, Василий успел заявить о задержании их съёмочной группы министерством государственной безопасности ДНР. 29 ноября Ерженков заявил об их выдворении с территории республики. От адвокатов со стороны журналистов в Европейский суд по правам человека поступил иск.
В феврале 2019 года за документальный фильм «Побег» был удостоен премии «Редколлегия». В том же году начал работу в интернет-издании «Медуза», заняв позицию руководителя студии документального кино «Чёрный флаг».
27 июня 2020 года съёмочная группа, в состав которой входил Сергей Ерженков, вместе с Ксенией Собчак прибыла в Среднеуральский женский монастырь, находившийся под руководством схиигумена Сергия (Николая Романова), с целью съёмки проекта о нём. Однако вскоре между сотрудниками монастыря и командой Ксении возникло физическое противостояние, в ходе которого пострадало их оборудование, а у Ерженкова была сломана рука.
В апреле 2021 года Сергей Ерженков сообщил о том, что его и его коллегу Павла Лобкова «вышвырнули» из команды телеканала «Дождь», потребовав прекратить вывод его документальных проектов в эфир.
Весной 2022 года, а именно 4 марта, Сергей Ерженков совместно с рязанским блогером Сергеем Скореевым исписали памятник Владимира Ильича Ленина водоэмульсионной краской, по их словам, с целью внимания к состоянию памятников в Касимове. В итоге было заведено уголовное дело. В апреле Ерженков объявил о применении физической силы относительно него со стороны служителей правоохранительных органов, Управление внутренних дел по Рязанской области выступило с опровержением. К августу уголовное дело закрыли, назначив обоим его участникам штраф в размере 15 000. Однако данное решение было отменено апелляционным судом, а дело — направлено на повторное рассмотрение. Как итог, 3 мая 2023 года мировой суд Касимовского района вынес Ерженкову приговор в размере восьми месяцев ограничения свободы. 23 января 2024 года назначенный Ерженкову срок закончился.

## Фильмография
| Год  | Название                          | Источник |
| ---- | --------------------------------- | -------- |
| 2017 | Духовник                          | [ 24 ]   |
| 2018 | «НАТЕ!»                           | [ 25 ]   |
| 2018 | «Кровавая Пасха»                  | [ 26 ]   |
| 2019 | «Побег»                           | [ 27 ]   |
| 2019 | «История спасения Ивана Голунова» | [ 28 ]   |
| 2019 | «Человек, который слышал»         | [ 29 ]   |
| 2020 | «Папа Русский»                    | [ 30 ]   |